# 普萊森特希爾 (密蘇里州)
普萊森特希爾（英語：Pleasant Hill）是位於美國密蘇里州卡斯縣的城市。

## 人口
根據2020年美國人口普查的數據，普萊森特希爾的面積為21.34平方千米，當中陸地面積為20.90平方千米，而水域面積為0.44平方千米。當地共有人口8777人，而人口密度為每平方千米411人。